# Treculia lamiana
Treculia lamiana är en mullbärsväxtart som beskrevs av Jacques Désiré Leandri. Treculia lamiana ingår i släktet Treculia och familjen mullbärsväxter. Inga underarter finns listade i Catalogue of Life.